# Ploubazlanec
Ploubazlanec település Franciaországban, Côtes-d’Armor megyében. Lakosainak száma 2985 fő (2022. január 1.). Ploubazlanec Paimpol községgel határos.

## Népesség
A település népességének változása:
| Lakosok száma | 3500 | 3653 | 3725 | 3261 | 3057 | 2997 | 3014 | 3039 | 3040 | 2985 |
|               | 1968 | 1982 | 1990 | 2006 | 2013 | 2015 | 2017 | 2019 | 2020 | 2022 |